# KKT Wrocław
Krzycki Klub Tenisowy (KKT) – stowarzyszenie powstałe w roku 1976 na bazie klubu tenisowego, który został stworzony w ostatniej dekadzie XIX wieku. Jest to najstarszy klub tenisowy we Wrocławiu. Założycielami Krzyckiego Klubu Tenisowego, a zarazem jego członkami są osoby uprawiające grę w tenisa ziemnego oraz zainteresowane rozpowszechnianiem tej dyscypliny sportowej. Stowarzyszenie zlokalizowane jest we Wrocławiu, na terenie Parku Południowego, w pobliżu dzielnicy Krzyki. W skład klubu wchodzi 11 kortów tenisowych wyposażonych w sztuczne oświetlenie, z których centralny otoczony jest trybunami. Wierzchnią warstwę kortów stanowi mączka ceglana.
Podstawowymi działalnościami stowarzyszenia jest szkolenie sportowe dzieci i młodzieży, rozpowszechnianie i postęp tenisa ziemnego, organizacja współzawodnictwa sportowego oraz trening zawodników. Zawodnikami Krzyckiego Klubu Tenisowego byli m.in. Łukasz Kubot – polski tenisista, reprezentant kraju w zawodach Pucharu Davisa, olimpijczyk, Marta Leśniak – nr 1 wśród juniorek, Michał Przysiężny – reprezentant w Pucharze Davisa.